# Kaivannonsaari (ö i Södra Savolax, S:t Michel)
Kaivannonsaari är en ö i Finland. Den ligger i sjön Ylimmäinen och i kommunen Sankt Michel i den ekonomiska regionen  S:t Michel och landskapet Södra Savolax, i den södra delen av landet, 210 km nordost om huvudstaden Helsingfors. Öns area är 0,7 hektar och dess största längd är 180 meter i sydväst-nordöstlig riktning.